# شنگ هندی
شنگ هندی (نام علمی: Lutrogale perspicillata) نام یک گونه از زیرخانواده سمور آبی است.
در رودخانه های هند مرکزی ، شنگ ها برای مخفی شدن و همچنین ساختن خانه و پناهگاه ، به دنبال مکانهایی ا مقدار قابل توجهی سنگ هستند.